# Duncan McGuire
Duncan MacAllister McGuire (ur. 5 lutego 2001 w Omaha) – amerykański piłkarz grający na pozycji napastnika w amerykańskim klubie Orlando City oraz reprezentacji Stanów Zjednoczonych. Uczestnik Letnich Igrzysk Olimpijskich 2024 w Paryżu.

## Sukcesy

### Creighton Bluejays
- Zwycięzca turnieju Big East Conference(inne języki): 2022(inne języki)

### Wyróżnienia
- Najlepszy ofensywny zawodnik Big East Conference: 2022[5]
- Piłkarz roku college’ów według TopDrawerSoccer(inne języki): 2022[6]
- Hermann Trophy(inne języki): 2022[7]